# 88 (2015)
88 é um filme de suspense produzido no Canadá e lançado em 2015 sob a direção de April Mullen.